# Cuisles
 Cuisles  es una población y comuna francesa, en la región de Champaña-Ardenas, departamento de Marne, en el distrito de Reims y cantón de Châtillon-sur-Marne.

## Demografía
| 141 | 130 | 109 | 110 | 117 | 137 |
| Para los censos de 1962 a 1999 la población legal corresponde a la población sin duplicidades (Fuente: INSEE [Consultar]) |     |     |     |     |     |